# Coripata (gemeente)
Coripata is een gemeente (municipio) in de Boliviaanse provincie Nor Yungas in het departement La Paz. De gemeente telt naar schatting 18.561 inwoners (2018). De hoofdplaats is Coripata.